# Міллрі (Алабама)
Міллрі (англ. Millry) — місто (англ. town) в США, в окрузі Вашингтон штату Алабама. Населення — 450 осіб (2020).

## Географія
Міллрі розташоване за координатами 31°37′29″ пн. ш. 88°19′35″ зх. д. / 31.62472° пн. ш. 88.32639° зх. д. (31.624741, -88.326494).  За даними Бюро перепису населення США в 2010 році місто мало площу 19,46 км², з яких 19,40 км² — суходіл та 0,06 км² — водойми.

## Демографія
Згідно з переписом 2010 року, у місті мешкало 546 осіб у 246 домогосподарствах у складі 163 родин. Густота населення становила 28 осіб/км².  Було 301 помешкання (15/км²).
Расовий склад населення:
| - 60,4 % — білих - 37,9 % — чорних або афроамериканців - 0,5 % — корінних американців - 0,2 % — азіатів |

До двох чи більше рас належало 0,9 %. Частка іспаномовних становила 0,4 % від усіх жителів.
За віковим діапазоном населення розподілялося таким чином: 20,1 % — особи молодші 18 років, 58,7 % — особи у віці 18—64 років, 21,2 % — особи у віці 65 років та старші. Медіана віку мешканця становила 45,7 року. На 100 осіб жіночої статі у місті припадало 94,3 чоловіків;  на 100 жінок у віці від 18 років та старших — 85,5 чоловіків також старших 18 років.
Середній дохід на одне домашнє господарство  становив 57 983 долари США (медіана — 37 813), а середній дохід на одну сім'ю — 73 030 доларів (медіана — 53 864). За межею бідності перебувало 26,0 % осіб, у тому числі 42,7 % дітей у віці до 18 років та 7,4 % осіб у віці 65 років та старших.
Цивільне працевлаштоване населення становило 181 осіб. Основні галузі зайнятості: виробництво — 38,7 %, роздрібна торгівля — 14,4 %, будівництво — 11,0 %, освіта, охорона здоров'я та соціальна допомога — 10,5 %.